# Afranthidium amoenum
Afranthidium amoenum là một loài Hymenoptera trong họ Megachilidae. Loài này được Pasteels mô tả khoa học năm 1969.